# Framboesa de Ouro de 2019
O Framboesa de Ouro de 2019 (no original: 39th Golden Raspberry Awards) é uma cerimônia de premiação que homenageia o pior da indústria cinematográfica em 2018. Os prêmios Framboesa de Ouro, também conhecidos como Razzies, são dados com base em votos de membros da Golden Raspberry Foundation. Os indicados foram anunciados em 21 de janeiro de 2019 e os vencedores foram anunciados em 23 de fevereiro de 2019.

## Vencedores e indicados

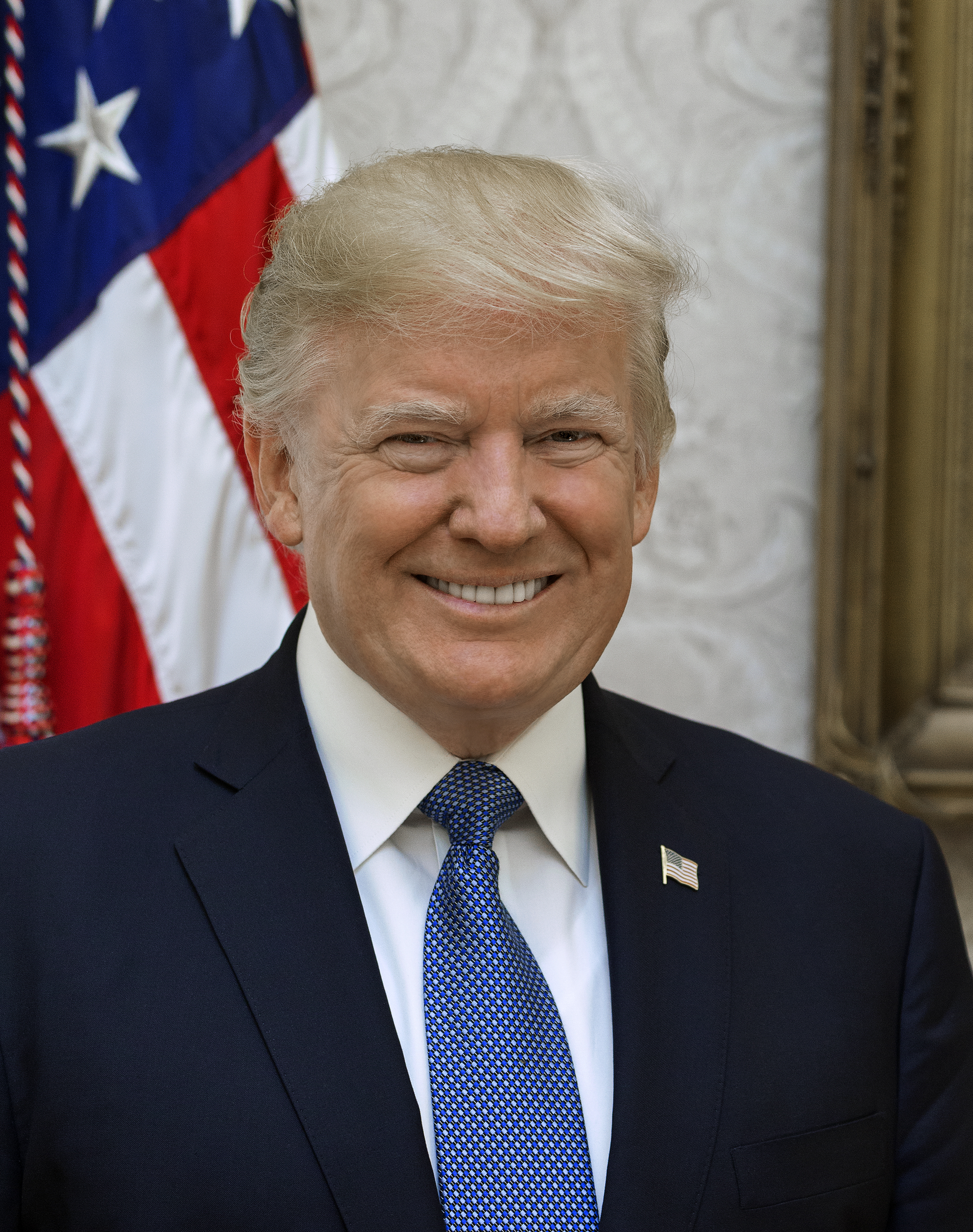
Donald Trump, vencedor dos prêmios de pior ator e pior combo em cena

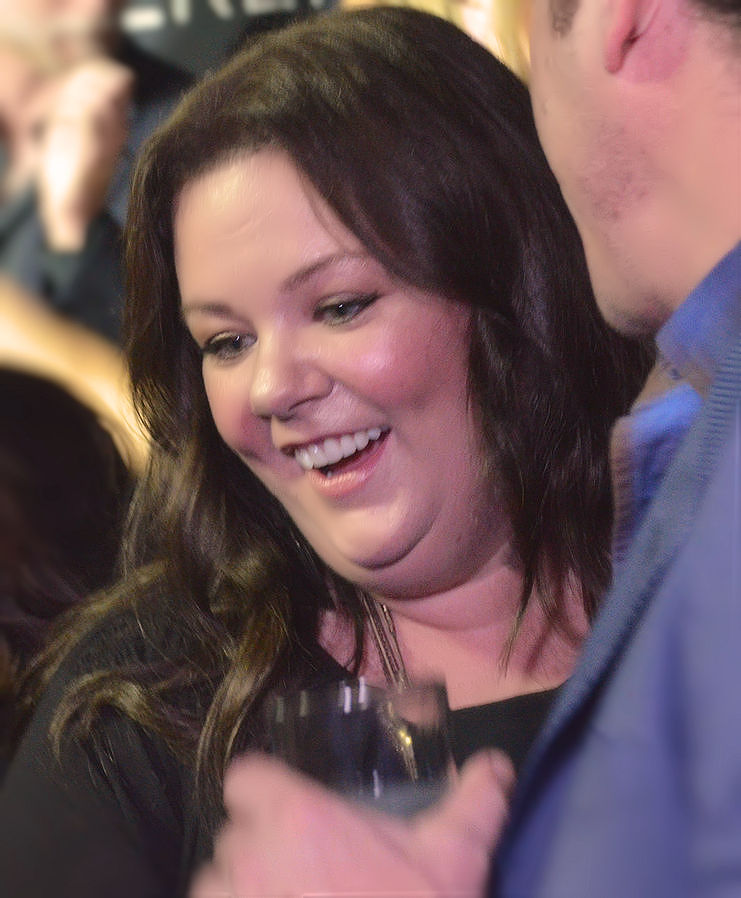
Melissa McCarthy, vencedora dos prêmios de pior atriz e Framboesa da Redenção

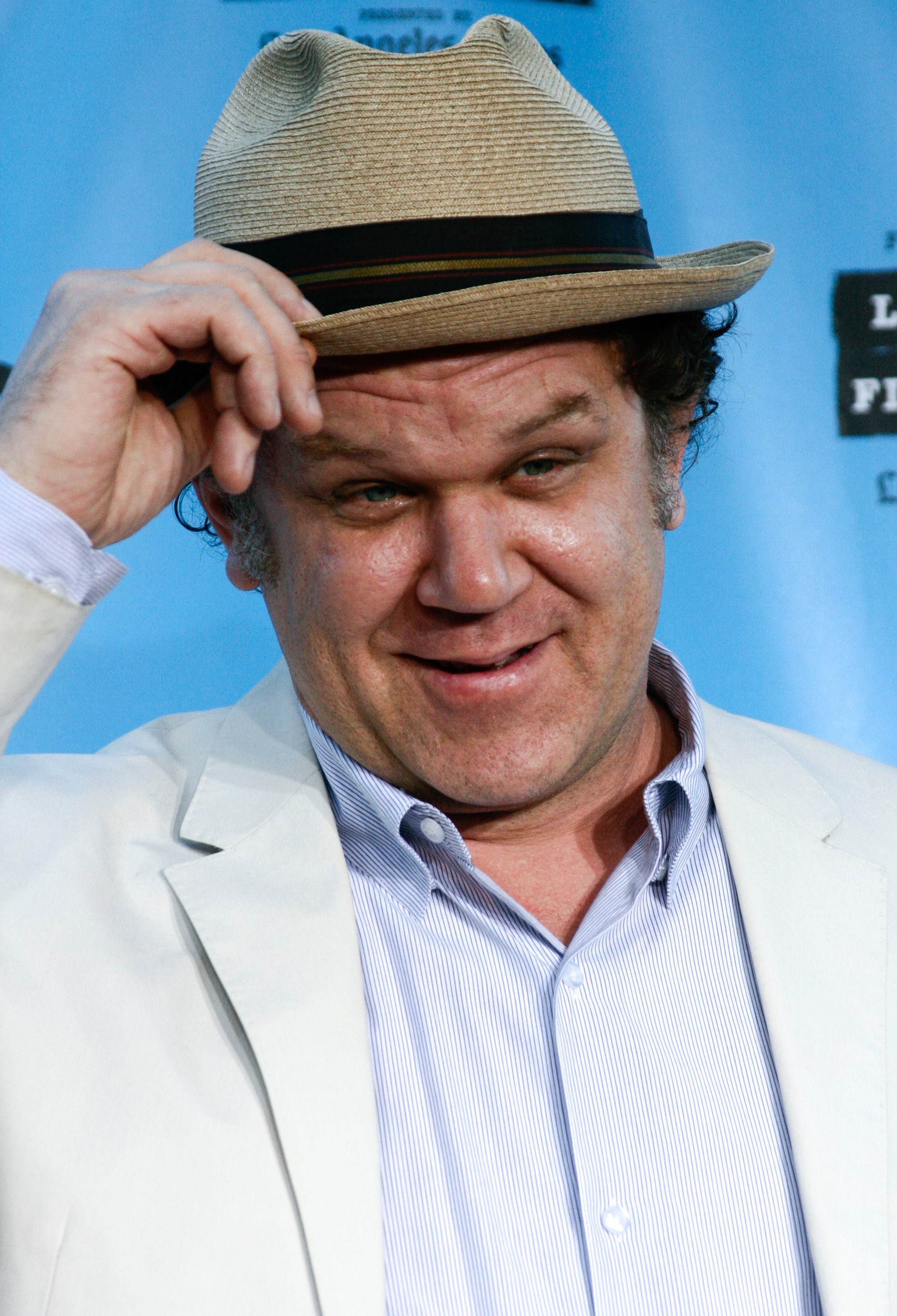
John C. Reilly, pior ator coadjuvante

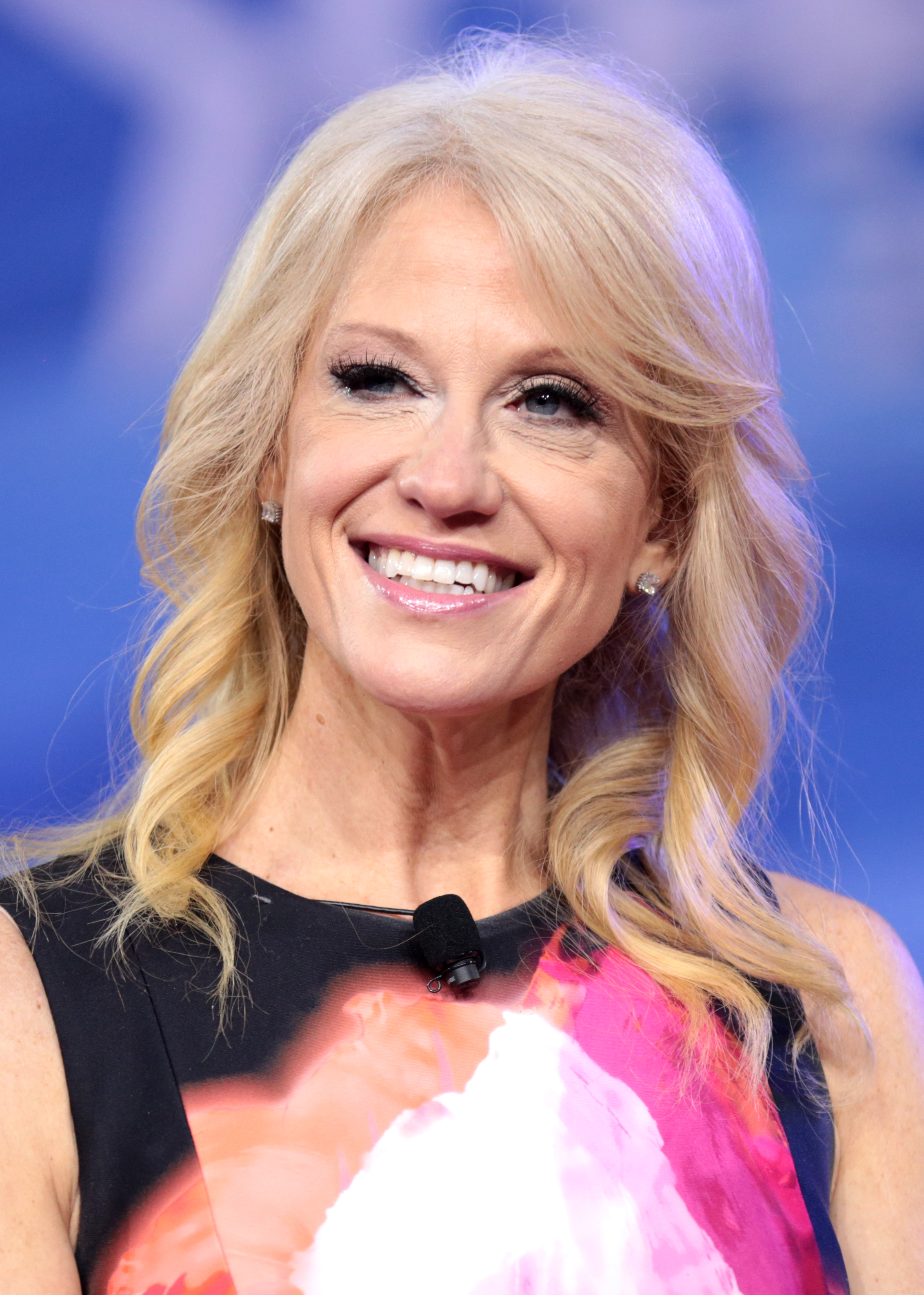
Kellyanne Conway, pior atriz coadjuvante

| Pior filme - Holmes & Watson (Columbia) – Will Ferrell, Adam McKay, Jimmy Miller, Clayton Townsend - Gotti (Vertical Entertainment) – Randall Emmett, Marc Fiore, Michael Froch, George Furla - The Happytime Murders (STX) – Ben Falcone, Jeffrey Hayes, Brian Henson, Melissa McCarthy - Robin Hood (Summit) – Jennifer Davisson, Leonardo DiCaprio - Winchester (Lionsgate) – Tim McGahan, Brett Tomberlin | Pior diretor - Etan Cohen – Holmes & Watson - Kevin Connolly – Gotti - James Foley – Fifty Shades Freed - Brian Henson – The Happytime Murders - The Spierig Brothers – Winchester |
| Pior ator - Donald Trump – Death of a Nation e Fahrenheit 11/9 como ele mesmo - Johnny Depp (voz) – Sherlock Gnomes como Sherlock Gnomes - Will Ferrell – Holmes & Watson como Sherlock Holmes - John Travolta – Gotti como John Gotti - Bruce Willis – Death Wish como Paul Kersey | Pior atriz - Melissa McCarthy – The Happytime Murders como Detetive Connie Edwards e Life of the Party como Deanna Miles - Jennifer Garner – Peppermint como Riley North - Amber Heard – London Fields como Nicola Six - Helen Mirren – Winchester como Sarah Winchester - Amanda Seyfried – The Clapper como Judy                            |
| Pior ator coadjuvante - John C. Reilly – Holmes & Watson como Dr. John Watson - Chris "Ludacris" Bridges (voz) – Show Dogs como Max - Jamie Foxx – Robin Hood como Little John - Joel McHale – The Happytime Murders como Agente Especial Campbell - Justice Smith – Jurassic World: Fallen Kingdom como Franklin Webb                                                                                        | Pior atriz coadjuvante - Kellyanne Conway – Fahrenheit 11/9 como ela mesma - Marcia Gay Harden – Fifty Shades Freed como Grace Trevelyan Grey - Kelly Preston – Gotti como Victoria Gotti - Jaz Sinclair – Slender Man como Chloe - Melania Trump – Fahrenheit 11/9 como ela mesma                                                            |
| Pior combo em cena - Donald Trump & sua mesquinhez autoperpetuante – Death of a Nation e Fahrenheit 11/9 - Quaisquer dois atores ou marionetes – The Happytime Murders - Johnny Depp & sua carreira em rápida decadência – Sherlock Gnomes - Will Ferrell & John C. Reilly – Holmes & Watson - Kelly Preston & John Travolta – Gotti                                                                          | Pior remake ou sequência - Holmes & Watson – (Columbia) - Death of a Nation – (Quality Flix; remake de Hillary's America: The Secret History of the Democratic Party) - Death Wish – (Metro-Goldwyn-Mayer; remake de Death Wish) - The Meg – (Warner Bros.; copia de Jaws) - Robin Hood – (Summit; copia de King Arthur: Legend of the Sword) |
| Pior roteiro - Fifty Shades Freed – Niall Leonard; baseado no romance de E. L. James - Death of a Nation – Dinesh D'Souza e Bruce Schooley; baseado em The Big Lie e Death of a Nation de D'Souza - Gotti – Lem Dobbs e Leo Rossi - The Happytime Murders – Todd Berger; história por Berger e Dee Austin Robertson - Winchester – The Spierig Brothers e Tom Vaughan                                         | Prêmio Framboesa da Redenção - Melissa McCarthy – Can You Ever Forgive Me? - Peter Farrelly – Green Book - Tyler Perry – Vice - A franquia Transformers – Bumblebee - Sony Pictures Animation – Spider-Man: Into the Spider-Verse |
| Prêmio Barry L. Bumstead - Billionaire Boys Club | |

## Filmes com mais nomeações e prêmios

### Mais nomeações
Os nove filmes seguintes receberam várias indicações:
| Indicações            | Filme              |
| --------------------- | ------------------ |
| 6                     | Gotti              |
| The Happytime Murders |                    |
| Holmes & Watson       |                    |
| 4                     | Death of a Nation  |
| 4                     | Fahrenheit 11/9    |
| 4                     | Winchester         |
| 3                     | Fifty Shades Freed |
| 3                     | Robin Hood         |
| 2                     | Death Wish         |
| 2                     | Sherlock Gnomes    |

### Mais prêmios
| Vitórias | Filme             |
| -------- | ----------------- |
| 4        | Holmes & Watson   |
| 3        | Fahrenheit 11/9   |
| 2        | Death of a Nation |